# Saint-Jean-de-Chevelu
Saint-Jean-de-Chevelu és un municipi francès situat al departament de la Savoia i a la regió d'Alvèrnia-Roine-Alps. L'any 2007 tenia 706 habitants.

## Demografia

### Població
El 2007 la població de fet de Saint-Jean-de-Chevelu era de 706 persones. Hi havia 265 famílies de les quals 62 eren unipersonals (35 homes vivint sols i 27 dones vivint soles), 74 parelles sense fills, 86 parelles amb fills i 43 famílies monoparentals amb fills.
La població ha evolucionat segons el següent gràfic:
Habitants censats

### Habitatges
El 2007 hi havia 355 habitatges, 277 eren l'habitatge principal de la família, 54 eren segones residències i 24 estaven desocupats. 315 eren cases i 39 eren apartaments. Dels 277 habitatges principals, 205 estaven ocupats pels seus propietaris, 69 estaven llogats i ocupats pels llogaters i 4 estaven cedits a títol gratuït; 9 tenien una cambra, 13 en tenien dues, 33 en tenien tres, 87 en tenien quatre i 135 en tenien cinc o més. 239 habitatges disposaven pel capbaix d'una plaça de pàrquing. A 100 habitatges hi havia un automòbil i a 157 n'hi havia dos o més.

### Piràmide de població
La piràmide de població per edats i sexe el 2009 era:
| Homes | Edats   | Dones |
| ----- | ------- | ----- |
| 0     | 95 o +  | 0     |
| 0     | 90 a 94 | 4     |
| 0     | 85 a 89 | 4     |
| 0     | 80 a 84 | 12    |
| 4     | 75 a 79 | 4     |
| 8     | 70 a 74 | 8     |
| 20    | 65 a 69 | 16    |
| 12    | 60 a 64 | 12    |
| 12    | 55 a 59 | 20    |
| 12    | 50 a 54 | 24    |
| 12    | 45 a 49 | 20    |
| 32    | 40 a 44 | 20    |
| 40    | 35 a 39 | 24    |
| 12    | 30 a 34 | 36    |
| 0     | 25 a 29 | 12    |
| 12    | 20 a 24 | 0     |
| 20    | 15 a 19 | 20    |
| 24    | 10 a 14 | 24    |
| 48    | 5 a 9   | 4     |
| 20    | 0 a 4   | 28    |

## Economia
El 2007 la població en edat de treballar era de 458 persones, 362 eren actives i 96 eren inactives. De les 362 persones actives 345 estaven ocupades (188 homes i 157 dones) i 18 estaven aturades (3 homes i 15 dones). De les 96 persones inactives 34 estaven jubilades, 37 estaven estudiant i 25 estaven classificades com a «altres inactius».

### Ingressos
El 2009 a Saint-Jean-de-Chevelu hi havia 278 unitats fiscals que integraven 713,5 persones, la mediana anual d'ingressos fiscals per persona era de 19.679 €.

### Activitats econòmiques
Dels 26 establiments que hi havia el 2007, 1 era d'una empresa de fabricació d'altres productes industrials, 7 d'empreses de construcció, 3 d'empreses de comerç i reparació d'automòbils, 1 d'una empresa de transport, 4 d'empreses d'hostatgeria i restauració, 1 d'una empresa financera, 3 d'empreses immobiliàries, 2 d'empreses de serveis, 2 d'entitats de l'administració pública i 2 d'empreses classificades com a «altres activitats de serveis».
Dels 9 establiments de servei als particulars que hi havia el 2009, 1 era una oficina de correu, 1 paleta, 3 lampisteries, 1 electricista, 1 perruqueria, 1 restaurant i 1 agència immobiliària.
L'any 2000 a Saint-Jean-de-Chevelu hi havia 18 explotacions agrícoles que ocupaven un total de 387 hectàrees.

## Equipaments sanitaris i escolars
El 2009 hi havia una escola elemental.

## Poblacions més properes
El següent diagrama mostra les poblacions més properes.